# Бельсер
Бельсе́р (фр. Belleserre, окс. Bèlasèrra) — коммуна во Франции, находится в регионе Юг — Пиренеи. Департамент — Тарн. Входит в состав кантона Ла-Монтань-Нуар. Округ коммуны — Кастр.
Код INSEE коммуны — 81027.

## География

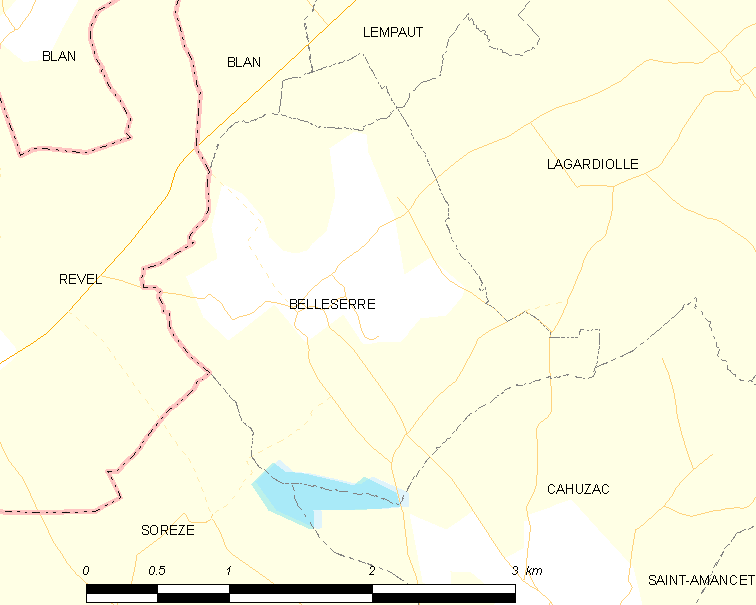
Карта коммуны

Коммуна расположена приблизительно в 600 км к югу от Парижа, в 55 км восточнее Тулузы, в 50 км к югу от Альби.

## Климат
Климат умеренно-океанический. Зима мягкая и дождливая, лето жаркое с частыми грозами. Ветры довольно редки.

## Население
Население коммуны на 2010 год составляло 167 человек.
| 1962 | 1968 | 1975 | 1982 | 1990 | 1999 | 2010 |
| ---- | ---- | ---- | ---- | ---- | ---- | ---- |
| 128  | 109  | 99   | 101  | 100  | 103  | 167  |

## Администрация
| Период | Период | Фамилия       | Партия | Примечания |
| ------ | ------ | ------------- | ------ | ---------- |
| 2001   | 2008   | Филип Марк    |        |            |
| 2014   | 2020   | Жан-Мари Пети |        |            |

## Экономика
В 2007 году среди 106 человек в трудоспособном возрасте (15—64 лет) 82 были экономически активными, 24 — неактивными (показатель активности — 77,4 %, в 1999 году было 63,3 %). Из 82 активных работали 74 человека (43 мужчины и 31 женщина), безработных было 8 (2 мужчин и 6 женщин). Среди 24 неактивных 9 человек были учениками или студентами, 7 — пенсионерами, 8 были неактивными по другим причинам.

## Памятники

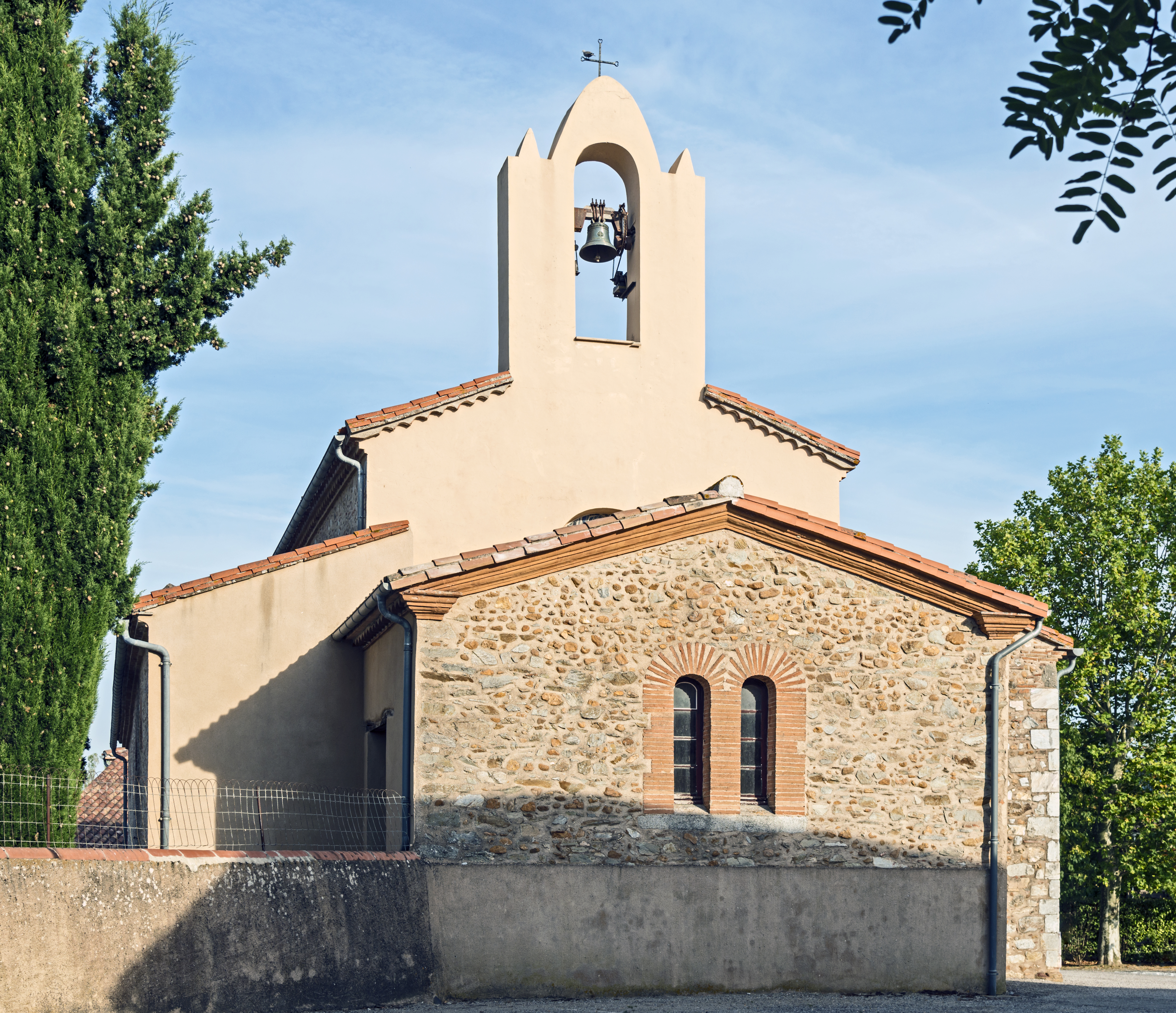
Церковь Св. Петра
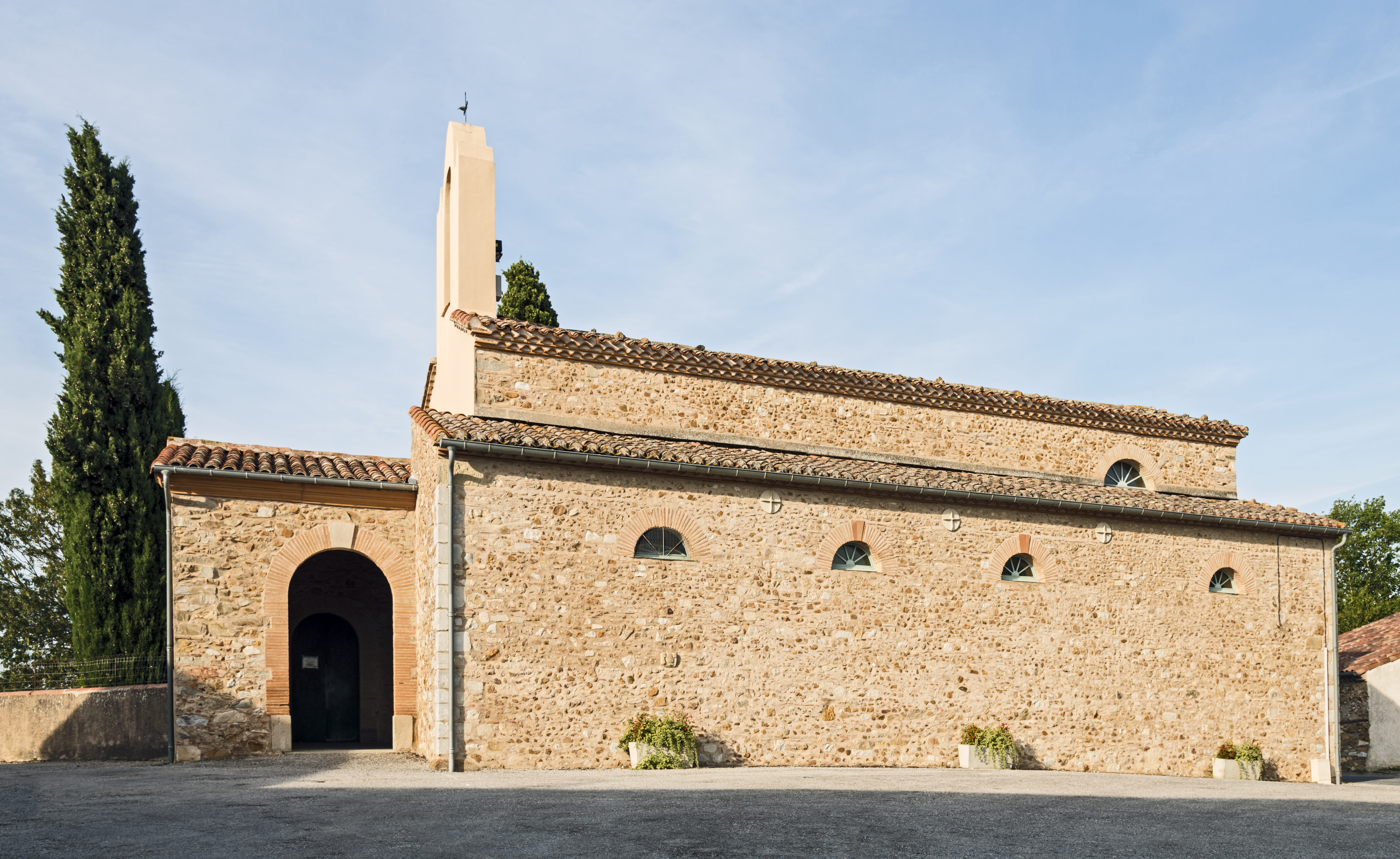
Церковь Св. Петра
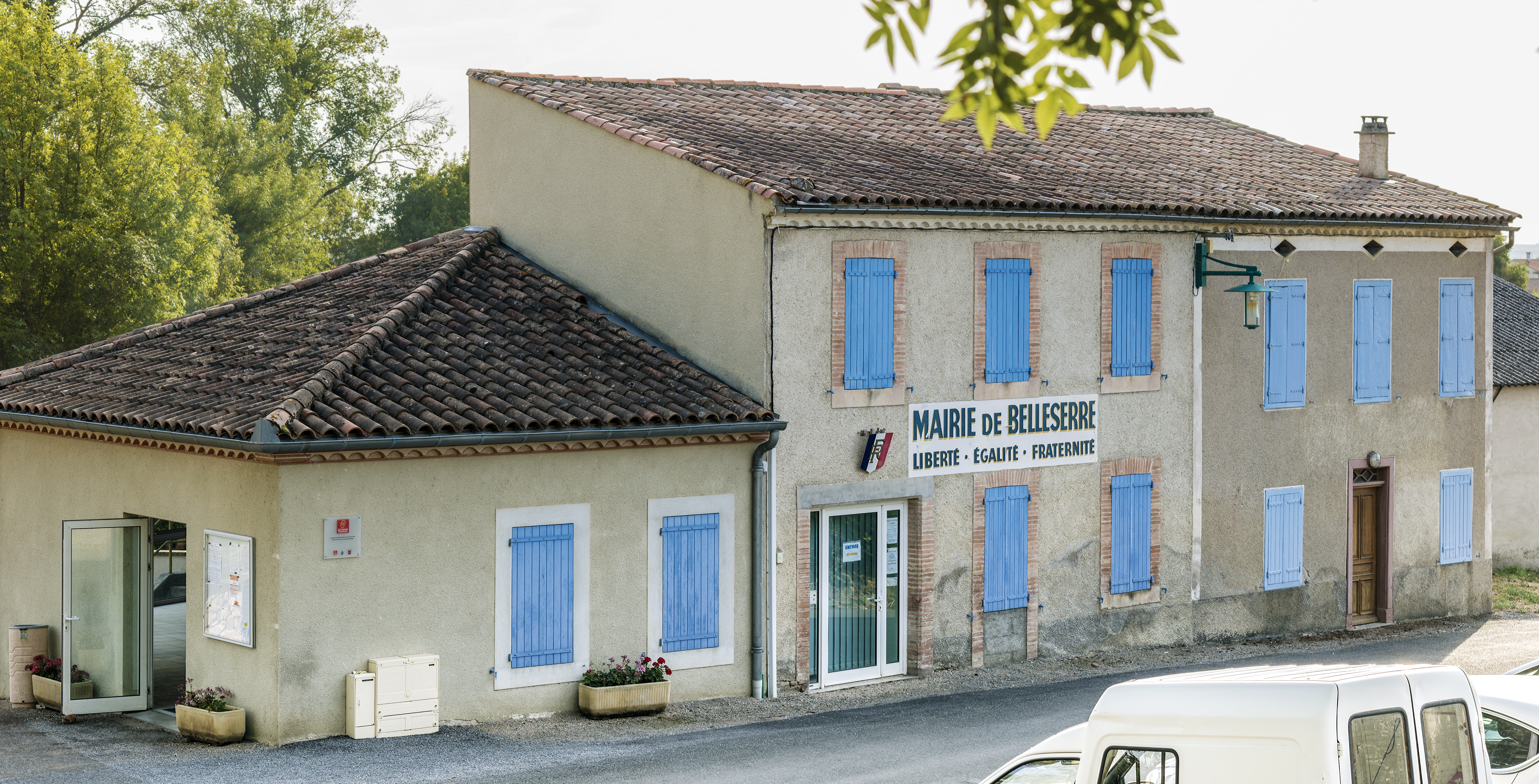
Мэрия
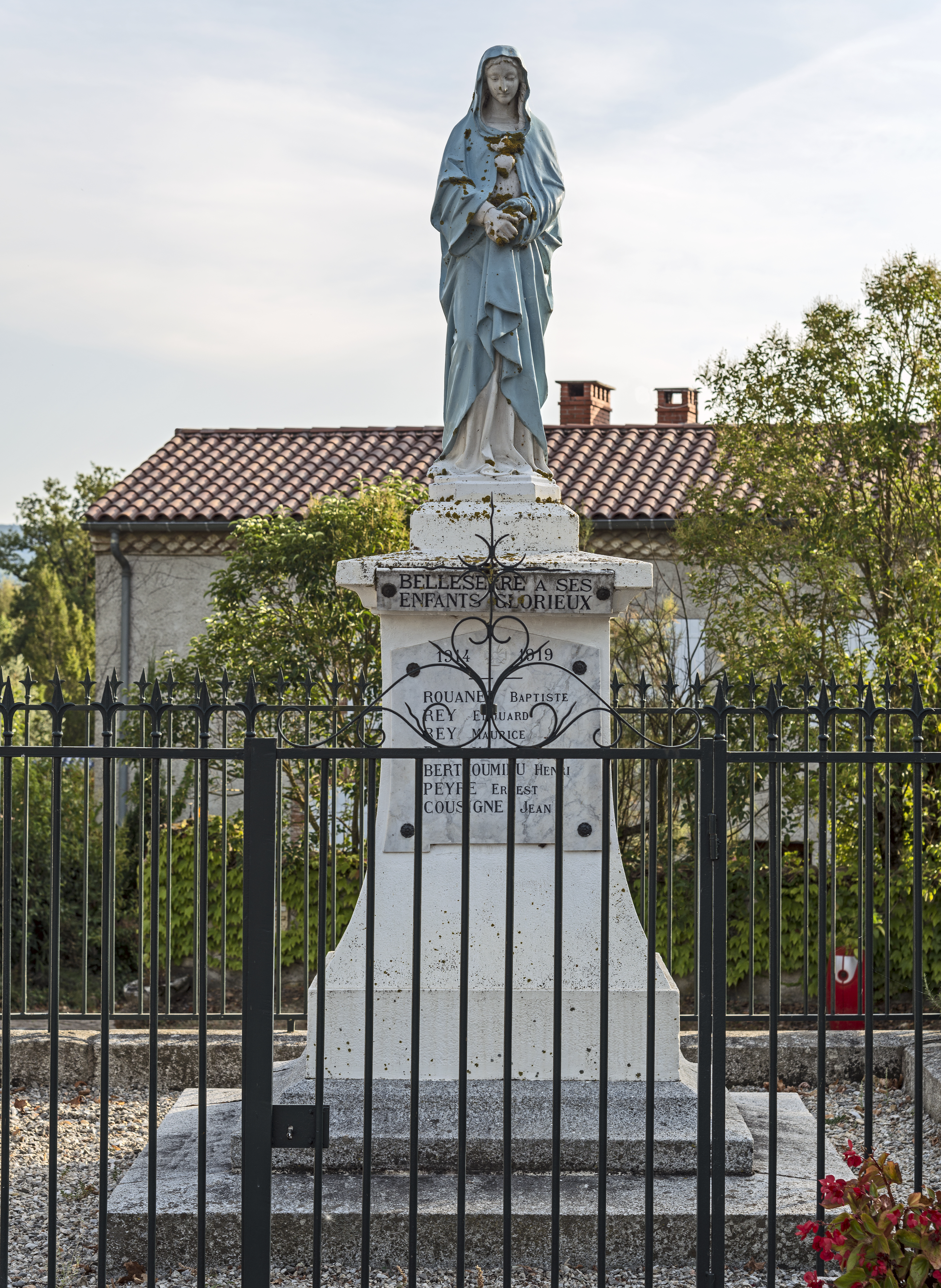
Военный мемориал